# Beta Finanz Eissportarena
Die Beta Finanz Eissportarena (Eigenschreibweise: beta Finanz Eissportarena) ist eine Eissporthalle mit einem Bowlingcenter in der nordrhein-westfälischen Stadt Hamm. Die Halle dient heute vor allem als Austragungsort der Heimspiele des Eishockeyoberligisten Hammer Eisbären, aber auch als Eislauf- und Veranstaltungshalle. Namensgebend für die Halle war ursprünglich die stillgelegte Zeche Maximilian, auf deren Gelände heute der Maximilianpark steht, zu dem auch die Eissporthalle gehört. Seit 2020 trägt die Halle den Sponsornamen beta Finanz Eissportarena nach dem baufinanzierenden Unternehmen beta Finanz.

## Geographie

### Geographische Lage
Die Halle befindet sich im Osten der Stadt Hamm im Stadtbezirk Uentrop und dort im Stadtteil Werries. Sie steht an der Ecke der Ostwennemarstraße und der Karl-Koßmann-Straße unmittelbar südlich des Einkaufszentrums Maxi-Center und der Maxipark Arena und direkt nördlich des Städtischen Freiherr-vom-Stein-Gymnasiums und des dahinter liegenden Maximilianparks.

### Verkehrsanbindung
Die Sportstätten sind über den ÖPNV mit den Stadtbuslinien 1,3,6 und 33 erreichbar. Die nächstgelegenen Haltestellen sind Maxi-Center und Maximilian Park. Die nächstgelegenen Autobahnabfahrten sind die A2 Anschlussstellen Hamm und Hamm-Uentrop.

## Aufbau der Halle
Die Halle verfügt über eine Tribüne an der westlichen Langseite der Eisfläche, welche mehrheitlich Stehplätze aufweist. Die Tribüne ist aufgesetzt auf die Umkleiden und Räume für die technischen Einrichtungen der Halle sowie den Stellplatz für die Eisbearbeitungsmaschine. Die Tribüne kann von außen über zwei Treppenhäuser erreicht werden, in der Halle führen zwei weitere Aufgänge vom Eisflächenniveau zur Tribüne hinauf. An der Südseite der Spielfläche befindet sich rechts vom Haupteingang eine Bar und links die Büroräume, der Schlittschuhverleih und die Kasse. Darüber im 1. Obergeschoss ist die Bowlingbahn untergebracht, deren Panoramafenster einen Einblick in die Eishalle erlaubt. Im Erdgeschoss befinden sich zusätzlich ebenerdige Stehplätze hinter dem Tor. An der Ostseite befinden sich ausschließlich die Bänke für die Eishockey-Mannschaften. Die Nordkurve der Halle bietet weitere ebenerdige Stehplätze. Insgesamt ist die Halle für 2000 Zuschauer zugelassen. Der Eisring ist seit der Spielzeit 2013/14 mit einem Plexiglasaufsatz ausgerüstet, der die alten Fangnetze ersetzte. Der Aufbau erfolgte in Eigenleistung des Fans der Hammer Eisbären und des Vereins Lippe-Hockey Hamm.

## Geschichte
Die Halle wurde zu Beginn der 1980er Jahre gebaut, der Bau und seine Umstände wurde später Teil eines Fälschungs- und Korruptionsskandals um den damaligen Hammer Sportdezernenten. Sie war zunächst Heimspielstätte der Eishockeyabteilung des ASV Hamm ( Hammer Eisbären), die in der Saison 1994/95 erstmals in der 1. Liga Nord, der damaligen zweithöchsten Spielklasse im deutschen Eishockey, antrat. In der Spielzeit 1997/98 ging der ASV Hamm in die Insolvenz. An die Stelle des aufgelösten ASV Hamm trat der ESC Hamm (Hammer Huskies), der in den folgenden Jahren die Halle als Heimspielstätte nutzten, bis auch dieser 2004 in der Regionalliga insolvent und aufgelöst wurde.
Heute dient die Halle dem eigentlich als Förderverein für die Jugend gegründeten Verein Hammer Eisbären als Heimspielstätte in der Eishockey-Oberliga West.

### Kenston Intermezzo
Im Nachgang der Insolvenz der Spielbetriebs GmbH der Hammer Eisbären zum Saisonende 2013/14 wollte zunächst die Kenston Gruppe aus Köln in Hamm den Spielbetrieb sichern und die Eishalle von der Stadt Hamm bzw. deren Tochter Maximilianpark GmbH übernehmen. Im Verlauf des Sommers gestalteten sich die Verhandlungen zwischen der Stadt Hamm und der Kenston Gruppe auf Grundlage eines Gutachtens das der Investor in Auftrag gab schwierig. Nicht zuletzt die auf dem Gutachten fußende Forderung die Halle nebst 4 Millionen Euro von der Stadt übernehmen zu wollen erzeugte bei der Stadtverwaltung zunehmende Zurückhaltung. Schließlich gab die Kenston Gruppe am 28. Juli 2014 bekannt beim Ligakonkurrenten Duisburg den Spielbetrieb zu übernehmen. Dem folgte am 21. August 2014 der Ausstieg von Kenston bei den Hammer Eisbären und aus den Verhandlungen mit der Stadt Hamm. Wobei die Firma Kenston auch den Rückzug der Hammer Eisbären aus der Oberliga bekannt gab. Gemäß den Bestimmungen des LEV NRW ist dazu jedoch nur der Inhaber der Lizenz legitimiert, dies ist der Verein Lippe-Hockey-Hamm. In den verbliebenen Wochen bis zum Saisonstart konnte von einem Krisenstab um Sponsorensprecher Werner Nimmert der Spielbetrieb dennoch aufgenommenen werden.

### Hammer Eis EG
Die Hammer Eis EG ist eine eingetragene Genossenschaft, die den Betrieb der Halle ab 2015 für sechs Spielzeiten sicherstellen und gleichzeitig die Halle sanieren soll. Der Stadtrat der Stadt Hamm hatte zuvor der Maximilianpark GmbH den Auftrag erteilt, mit den Vertretern der Hammer Eis EG einen entsprechenden Pachtvertrag auszuhandeln, welcher i Juli 2015 abgeschlossen wurde. Im Falle eines Scheitern des Konzepts der Genossenschaft wurde durch den Stadtrat die Schließung der Halle mitbeschlossen.
Im April 2016 wurde die Eishalle im Zuge eines Namenssponsorings in HeLiNet Eissportarena umbenannt.